# Karl-Werner Dönges
Karl-Werner Dönges (* 24. September 1958 in Völklingen) ist ein ehemaliger deutscher Hürdenläufer, der sich auf die 110-Meter-Distanz spezialisiert hatte.
1982 gewann er bei den Halleneuropameisterschaften in Mailand Bronze über 60 Meter Hürden und wurde Siebter bei den Europameisterschaften in Athen.
1979, 1981 und 1982 wurde er Deutscher Meister. In der Halle wurde er 1981 und 1982 Deutscher Vizemeister.
Karl-Werner Dönges startete für den VfL Sindelfingen.

## Persönliche Bestzeiten
- 60 m Hürden: 7,71 s, 7. März 1982, Mailand
- 110 m Hürden: 13,54 s, 24. September 1982, Tokio
- 400 m Hürden: 50,33 s, 29. August 1982, Stuttgart

| Personendaten    | Personendaten                     |
| ---------------- | --------------------------------- |
| NAME             | Dönges, Karl-Werner               |
| KURZBESCHREIBUNG | deutscher Hürdenläufer            |
| GEBURTSDATUM     | 24. September 1958                |
| GEBURTSORT       | Völklingen, Saarland, Deutschland |